# Stadion Allmend
Stadion Allmend – nieistniejący już stadion piłkarski w Lucernie, w Szwajcarii. Został otwarty w 1934 roku i od tego czasu przeszedł kilka modernizacji. Swoje spotkania rozgrywała na nim drużyna FC Luzern. W 2009 roku obiekt został zamknięty i rozebrany, a w jego miejsce wybudowano zupełnie nowy stadion, Swissporarenę. W chwili zamknięcia trybuny stadionu mogły pomieścić około 25 000 widzów, choć ze względów bezpieczeństwa widownię ograniczano do 13 500 osób.